# 蒙泰居
蒙泰居（法語：Montaigu，法語發音：[mɔ̃tɛgy] ⓘ）是法国卢瓦尔河地区大区旺代省的一个旧市镇，位于该省北部，属于永河畔拉罗什区。2019年，蒙泰居与临近的4个市镇合并为新市镇蒙泰居旺代，蒙泰居为新市镇的行政中心所在地。

## 地理
蒙泰居（46°58'22"N, 1°18'36"W）面积3.03 平方千米，位于法国卢瓦尔河地区大区旺代省，该省份为法国西部沿海省份，北起大西洋卢瓦尔省和曼恩-卢瓦尔省，西临大西洋，南至滨海夏朗德省，东部及东南部与德塞夫勒省接壤。
与蒙泰居接壤的市镇（或旧市镇、城区）包括：布费雷、拉吉约尼耶尔、圣乔治德蒙泰居、圣伊莱尔德卢莱。

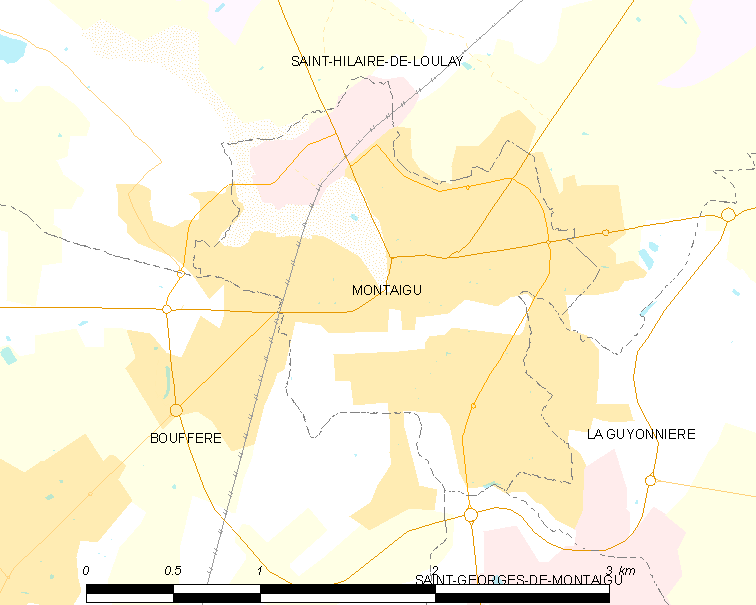
蒙泰居的OSM定位图

蒙泰居的时区为UTC+01:00、UTC+02:00（夏令时）。

## 行政
蒙泰居的邮政编码为85600，INSEE市镇编码为85146。

## 政治
蒙泰居所属的省级选区为蒙泰居旺代县。

## 人口

1962-2008年间蒙泰居人口变化图示

蒙泰居于2018年1月1日时的人口数量为5160人。